# 彼得雷拉-蒂费尔尼纳
彼得雷拉-蒂费尔尼纳（義大利語：Petrella Tifernina），是意大利坎波巴索省的一个市镇。总面积26平方公里，人口1264人，人口密度48.6人/平方公里（2009年）。ISTAT代码为070052。